# Триене
Във физиката триене се нарича тангенциалната компонента на силата на взаимодействие между две притиснати една към друга повърхности. То води до съпротивление срещу движение между повърхностите и може да предизвика механични деформации и нагряване. Триенето е обект на изследване от науката трибология, която изучава същността на това явление при движение на телата едно спрямо друго, както и недостатъците или предимствата при използването му в различни технически средства. Леонардо да Винчи (1452 – 1519) е първият, който се занимава със законите на триенето. Триенето е по-голямо при по-неравни повърхности.

## Сила на триене
В случая на сцепление силата на триене е пропорционална на силата, притискаща повърхностите една към друга, и на коефициента на триене:
{\displaystyle F_{f}=\mu _{f}F_{p}}
където Ff е силата на триене, Fp е силата, перпендикулярна на контактната повърхнина (N на схемата вдясно), а μf е коефициентът на триене.
При плъзгане силата на триене зависи и от относителната скорост на двете повърхности, но при ниски скорости разликата е незначителна. Въпреки това, тя може да бъде усетена на практика. Рязкото тръгване при бутане/дърпане на предмет в покой, спиран от силата на триене се дължи на факта, че коефициентът на триене при плъзгане е по-малък от този при сцепление.
Както се вижда от формулата, силата на триене не зависи от размера на контактната площ между двете тела. Нейната посока е винаги противоположна на посоката на движение. В случая на сцепление става дума за посоката, в която би тръгнало тялото, ако силата на триене я нямаше.

## Коефициент на триене
Коефициентът на триене μf е безразмерно число, характеризиращо степента на триене между дадена двойка материали. Този коефициент за повечето материали не превишава 1 и обикновено е в диапазона между 0,1 и 0,5. Например ледът върху метал има много нисък коефициент на триене (те се плъзгат лесно един върху друг), а гумата върху асфалт има много висок коефициент на триене (те не се плъзгат лесно един спрямо друг). Колкото по-гладки са плъзгащите повърхности, толкова коефициентът на триене е по-малък. За намаляване на триенето между работни повърхности се използват различни видове смазки и масла.
Ако коефициентът на триене μf > 1 , това означава, че силата на триене е значителна, че освен силата перпендикулярна на контактната повърхнина (например породена от теглото), между триещите се повърхности има и адхезия. Изчислението на коефициентът трябва да отчете и нейното влияние и това се прави с формулата от закона на Амонтон – Кулон:
{\displaystyle \mu _{f}={F_{\mathrm {f} } \over F_{\mathrm {p} }+F_{\mathrm {a} }}}.
Разработени са методи за измерване на коефициентите на триене между отделни материали, които намират практическо приложение в т. нар. система за измерване трибометрия.  За ползване при конструкторски или други разработки и изчисления са създадени специализирани таблици. 
Съществува триене и при търкаляне (ротация), но то е с няколко порядъка по-малко отколкото в предните случаи, което обяснява ползата от откриването на колелото.

## Видове триене
Триене при покой
Триене при плъзгане
Триене при търкаляне
Правилно триене